# زلزال غرب المكسيك 2022
زلزال غرب المكسيك 2022 في 19 سبتمبر 2022 ضرب زلزال بقوة 7.6-7.7 درجة بين ولايتي ميتشواكان وكوليما المكسيكية في الساعة 13:05:06 بالتوقيت المحلي. أفادت هيئة المسح الجيولوجي الأمريكية أن مركز الزلزال كان على بعد 37 كيلومترًا (23 ميلًا) جنوب شرق مدينة أكويلا (بالقرب من بلدية كولكومان). قُتل شخصان وأصيب 12 آخرون على الأقل في عدة ولايات.

## الهزة الأرضية
وقع الزلزال نتيجة تصدع الدفع على الحدود التكتونية بين صفيحة كوكوس وصفيحة أمريكا الشمالية. وقع هذا الزلزال بالقرب من الأحداث في 1985 و1995 و2003. وقالت هيئة المسح الجيولوجي الأمريكية أن الزلازل بهذا الحجم ينتشر عادة على مساحة 90 كم (56 ميل) × 40 كم (25 ميل). حدثت غالبية الانزلاق كوسيزمية مباشرة تحت الأرض بدلاً من البحر مع أقصى إزاحة عند 1.2 متر (3 قدم 11 بوصة). تم تسجيل ما لا يقل عن 849 هزة ارتدادية وهو أكبر قياس شدة 5.9 درجة. وقعت الهزة الارتدادية بدرجة 5.9 على عمق 54.5 كم (33.9 ميل).
وقع الزلزال بالصدفة في الذكرى السابعة والثلاثين لزلزال مكسيكو سيتي عام 1985 الذي أودى بحياة حوالي 10000 شخص، والذكرى الخامسة لزلزال بويبلا عام 2017. تم إجراء تدريب على الزلزال الوطني بعد منتصف النهار بفترة وجيزة، قبل أقل من ساعة من وقوع الزلزال.

### التسونامي
في مانزانيلو كوليما لوحظ حدوث تسونامي بلغ 0.95 م (3.1 قدم). في زيهواتانيجو غيريرو كان ارتفاع تسونامي 32 سم (1.05 قدم) على الأقل. لوحظت تقلبات في مستوى سطح البحر في بحيرة لاس ساليناس في زيهواتانيجو.